# Rangiroa (Polinesia Francesa)
Rangiroa es una comuna francesa situada en la subdivisión de Islas Tuamotu-Gambier, que forma parte de la colectividad de ultramar de Polinesia Francesa.

## Composición
Está formada por la unión de las cuatro comunas asociadas de Makatea, Mataiva, Rangiroa y Tikehau, que abarcan los atolones de Makatea, Mataiva, Rangiroa y Tikehau:
| Comuna asociada de Makatea  |                  |                  |                    |
| Atolón                      | Población (2012) | Superficie (km²) | Densidad (hab/km²) |
| Makatea                     | 68               | 29.5             | 2                  |
| Comuna asociada de Mataiva  |                  |                  |                    |
| Atolón                      | Población (2012) | Superficie (km²) | Densidad (hab/km²) |
| Mataiva                     | 272              | 16               | 17                 |
| Comuna asociada de Rangiroa |                  |                  |                    |
| Atolón                      | Población (2012) | Superficie (km²) | Densidad (hab/km²) |
| Rangiroa                    | 2401             | 79               | 30                 |
| Comuna asociada de Tikehau  |                  |                  |                    |
| Atolón                      | Población (2012) | Superficie (km²) | Densidad (hab/km²) |
| Tikehau                     | 540              | 20               | 27                 |

## Demografía
| Gráfica de evolución demográfica de Rangiroa entre 1971 y 2012 |
|                                                                |

Fuente: Insee